# František Broš
František Broš (12. února 1967 – 4. dubna 2021) byl slovenský fotbalista, útočník. Aktivní kariéru musel předčasně ukončit kvůli srdeční vadě.

## Fotbalová kariéra
V lize hrál za Spartak Trnava a Duklu Banská Bystrica, nastoupil v 95 ligových utkáních a dal 10 gólů. V Poháru vítězů pohárů nastoupil ve 2 utkáních.

## Ligová bilance
| Ročník                                   | Zápasy | Góly | Klub                  |
| ---------------------------------------- | ------ | ---- | --------------------- |
| 1. československá fotbalová liga 1985/86 | 10     | 0    | Spartak Trnava        |
| 1. československá fotbalová liga 1986/87 | 27     | 4    | Spartak Trnava        |
| 1. československá fotbalová liga 1987/88 | 26     | 3    | Spartak Trnava        |
| 1. československá fotbalová liga 1988/89 | 25     | 4    | Spartak Trnava        |
| 1. československá fotbalová liga 1989/90 | 7      | 0    | Dukla Banská Bystrica |
| CELKEM 1. liga                           | 95     | 10   |                       |